# Sclerotia
Sclerotia is een geslacht van kevers uit de familie glimwormen (Lampyridae). Het geslacht werd voor het eerst wetenschappelijk beschreven in 2016 door Ballantyne.

## Soorten
- Sclerotia aquatilis (Thancharoen, 2007)
  - = Luciola aquatilis Thancharoen, 2007
- Sclerotia brahmina (Bourgeois, 1890)
  - =  Luciola brahmina Bourgeois, 1890
- Sclerotia carinata (Gorham, 1880)
  - = Luciola carinata Gorham, 1880
- Sclerotia flavida (Hope, 1845)
  - = Luciola flavida Hope, 1845
- Sclerotia seriata (Olivier, 1891)
  - = Luciola seriata Olivier, 1891
- Sclerotia substriata (Gorham, 1880)
  - = Luciola substriata Gorham, 1880
- Sclerotia fui ,2016